# Doença de Kienböck
Doença de Kienböck é uma necrose avascular do osso semilunar da mão. Foi nomeada em homenagem ao radiologista de Viena Dr. Robert Kienböck, que a descreveu em 1910.

## Causas
Traumática (um golpe só ou vários microtraumas) e predisposição anatômica. A falta de circulação sanguínea mata as células do osso semilunar que rupturas irreversíveis.

## Sinais e sintomas
Dor no punho, intensa e súbita com rigidez progressiva. Costuma impedir o trabalho e a escrita.

## Métodos diagnósticos
- Raio-X: esclerose, fragmentação e colapso do semilunar. Migração proximal do capitato, flexão palmar do escafóide, alterações degenerativas do punho.
- Cintilografia
- Ressonância Nuclear Magnética (T1: necrose; T2: revascularização)

## Tratamento
Dependendo da gravidade da necrose pode-se fazer um tratamento:
- Conservador: se a vascularização for recuperada o punho pode se recuperar com gelo, repouso, órteses e AINEs
- Cirúrgico: depois da necrose pode ser necessário alongamento da ulna, encurtamento do rádio, artrodese, encurtamento do capitato, cx de revascularização, carpectomia proximal ou artroplastia.

Em casos graves pode ser necessário fundir os ossos do punho permanentemente para reduzir a dor.